# Kallima ellina
Kallima ellina är en fjärilsart som beskrevs av Hans Fruhstorfer 1898. Kallima ellina ingår i släktet Kallima och familjen praktfjärilar. Inga underarter finns listade i Catalogue of Life.